# Neoneuromus coomani
Neoneuromus coomani là một loài côn trùng trong họ Corydalidae thuộc bộ Megaloptera. Loài này được Lestage miêu tả năm 1927.